# Magnetospirillum magneticum
Espèce
Magnetospirillum magneticum est une bactérie microaérophile à Gram négatif de l'ordre des Rhodospirillales. Il s'agit d'une bactérie magnétotactique, au même titre que Magnetospirillum magnetotacticum et Magnetospirillum gryphiswaldense, elle est cependant capable de se développer en conditions aérobies ; elle possède un magnétosome comprenant des nanocristaux de magnétite qui lui permettent de s'aligner sur les lignes du champ magnétique terrestre par magnétotaxie.